# Виктория Руфо
Вижте пояснителната страница за други личности с името Виктория.
Мария Виктория Еухения Гуадалупе Мартинес дел Рио Морено-Руфо (на испански: María Victoria Eugenia Guadalupe Martínez del Río Moreno-Ruffo), по-известна като Виктория Руфо (на испански: Victoria Ruffo), е мексиканска актриса. Считана е за една от кралиците на теленовелите, поради броя на теленовелите, в които участва, и големия ѝ международен успех в продължение на почти четири десетилетия.

## Биография
Руфо стартира кариерата си през 1980 година, като взема участие в теленовелата Conflictos de un Médico с режисьор Ернесто Алонсо. Продължава кариерата си в Al Rojo Vivo. През 1983 г. продуцентът Валентин Пимстейн дава възможност на Руфо, да изгрее като звездата в Звяр.
През 1989 година Еренсто Алонсо предлага на Виктория главната роля в новелата Просто Мария, режисирана от Беатрис Шеридан и Артуро Рипстейн, в която се утвърждава като звезда. През 2005 година взема участие в теленовелата Мащехата. След Мащехата, Виктория Руфо заема функциите на „Първа дама“ на Пачука, на който град съпругът ѝ, Омар Фаяд, заема поста на кмет. Същевременно взема участие в теленовелите В името на любовта, Victoria и Триумф на любовта. След Триумф на любовта, Вистория се фокусира върху семейството си и взема участие в театрални пиеси. Също така подкрепя съпруга си в сенаторска кампания, който в крайна сметка печели място в Сената.
През 2010 година е избрана за една от 50-те най-красиви хора в Латинска Америка.

## Личен живот
Виктория Руфо е сестра на актисата и радио-водеща Габриела Руфо и продуцентката Марсела Руфо. През 1992 г. се омъжва за актьора Еухенио Дербес, син на актрисата Силвия Дербес, с когото имат син Хосе Едуардо Дербес, роден през 1992 г. Руфо и Дербес се развеждат през 1997. Четири години след развода, на 9 март 2001., се омъжва за мексиканския политик Омар Фаяд, сенатор от Пачука, Идалго. През 2004 г. Виктория ражда близнаците Виктория и Ануар.

## Филмография

### Теленовели
- Корона от сълзи 2 (2022) – Рефухио Ернандес
- Среща на сляпо (2019) – Маура Фуентес де Саласар
- Амазонките (2016) – Инес Уерта
- Необичана (2014) – Кристина Малдонадо Рейес де Домингес
- Корона от сълзи (2012-2013) – Рефухио Чаверо Ернандес
- Триумф на любовта (2010-2011) – Виктория Гутиерес де Сандовал
- В името на любовта (2008-2009) – Макарена Еспиноса де лос Монтерос
- Виктория (2007-2008) – Виктория Сантиестебан де Мендоса
- Мащеха... след години (2005) – Мария Фернандес Акуня де Сан Роман
- Мащехата (2005) – Мария Фернандес Акуня де Сан Роман
- Прегърни ме много силно (2000-2001) – Кристина Алварес Ривас де Риверо
- Живея заради Елена (1998) – Елена Карбахал
- Бедната богата девойка (1995-1996) – Консуело Виагран Гарсия-Мора
- Каприз (1993) – Кристина Аранда Монтаньо
- Просто Мария (1989-1990) – Мария Лопес
- Виктория (1987) – Виктория Мартинес
- Хуана Ирис (1985-1986) – Хуана Ирис
- Звяр (1983-1984) – Натали Рамирес
- В търсене на Рая (1982) – Грисел
- Обичай ме винаги (1981) – Хулия
- Голещо живея (1980) – Пилар Алварес
- Проблемите на един лекар (1980) – Росарио Рейес

### Сериали
- Розата на Гуадалупе (2009) епизод Amor Sin fronteras – Каролина Ернандес
- Mujer, casos de la vida real (2001) – Кармелита Ернандес

### Кино
- Yo el ejecutor (1987) – Глория
- Un hombre violento (1986) – Сусана
- Una sota y un caballo (1982) – Мари Кармен Сиера
- De pulquero a millonario (1982) – Руфина
- Un hombre sin miedo (1982) – Лаура Апарисио
- Perro Callejero (1980) – Гуадалупе
- Ángel del Silencio (1979) – Фабиане
- Discoteca es amor (1979) – Жаклин

### Teatro
- Las Arpías (2010)
- El Huevo de Pascua (2006)

## Награди и номинации
Награди TVyNovelas
| Година | Категория                       | Теленовела         | Резултат   |
| ------ | ------------------------------- | ------------------ | ---------- |
| 2013   | Най-добра актриса в главна роля | Корона от сълзи    | Печели     |
| 2006   | Най-добра актриса в главна роля | Мащехата           | Номинирана |
| 1999   | Най-добра актриса в главна роля | Живея заради Елена | Номинирана |
| 1994   | Най-добра актриса в главна роля | Каприз             | Номинирана |
| 1990   | Най-добра актриса в главна роля | Просто Мария       | Номинирана |
| 1988   | Най-добра актриса в главна роля | Victoria           | Номинирана |
| 1984   | Най-добра млада актриса         | Звяр               | Печели     |

Награди Bravo
| Година | Категория               | Теленовела      | Резултат |
| ------ | ----------------------- | --------------- | -------- |
| 2006   | Най-добра първа актриса | Мащехата        | Печели   |
| 2013   | Най-добра първа актриса | Корона от сълзи | Печели   |

Награди People en Español
| Година | Категория                                | Теленовела         | Резултат   |
| ------ | ---------------------------------------- | ------------------ | ---------- |
| 2011   | Най-добра актриса във второстепенна роля | Триумф на любовта  | Номинирана |
| 2009   | Най-добра актриса                        | В името на любовта | Номинирана |